# Sigi
Sigi o Siggi fue un legendario caudillo vikingo de la protohistoria de Escandinavia en la Era de Vendel (siglo V), ancestro de la dinastía de los Völsung y los burgundios en particular. En la saga Völsunga se le menciona como «uno de los hijos de Odín», y también aparece como hijo de Odín en Nafnaþulur. 
Sigi fue proscrito por matar a un thrall (esclavo) que le había superado en una cacería. Con ayuda de Odín, escapó y tuvo éxito en sus incursiones vikingas, hasta el punto de convertirse en rey de Hunaland, un territorio que pudo comprender el imperio franco (Hugones o Hugas) como el territorio de los hunos. Ya en su vejez, fue asesinado por los hermanos de su esposa que buscaban apoderarse del trono. Le sucedió su hijo Rerir que vengó su muerte.
Sigi también aparece en la Edda prosaica, donde se cita como monarca de Frankland: 
El tercer hijo de Odín se llama Sigi, y su hijo Rerir. Estos son los primeros monarcas que gobernaron lo que hoy llaman Frankland; y por lo tanto de ellos descienden la casa de aquellos conocidos como Völsungs.